# Spazio regolare
In matematica, e più precisamente in topologia, uno spazio regolare è uno spazio topologico che soddisfa il seguente assioma di separazione:
Per ogni chiuso C di X, e per ogni punto x non appartenente a C, esistono un intorno aperto U di x e un aperto V contenente C che siano disgiunti.

Un chiuso ed un punto sono sempre contenuti in due aperti disgiunti.

Uno spazio T3 è uno spazio regolare che è anche T1. Questa condizione è necessaria affinché l'assioma T3 implichi gli assiomi di separazione precedenti T0, T1 e T2.
Nelle pubblicazioni matematiche, le due definizioni sono spesso scambiate, a seconda del periodo storico o del gusto dell'autore.

## Definizione equivalente
Se X è T1, una condizione equivalente consiste nel chiedere che per ogni elemento x di X, e per ogni intorno aperto A di x, esista un altro intorno aperto W di x, tale che la sua chiusura cl(W) è contenuta in A.

### Dimostrazione dell'equivalenza

#### Necessità
Supponiamo X spazio T3. Siano x appartenente a X e A un suo intorno aperto. In tal caso il complementare di A, C, è un chiuso che non contiene x, dunque per ipotesi di regolarità esistono un intorno aperto W di x e un aperto V contenente C, disgiunti. W è contenuto allora nel complementare di V, il chiuso K; passando alle rispettive chiusure si ha un'analoga relazione, ossia cl(W) è contenuta in cl(K), cioè in K stesso. Inoltre, il complementare di V, K dovrà essere a sua volta contenuto nel complementare di C, che è proprio A. Perciò W è intorno aperto di x la cui chiusura è contenuta in A.

#### Sufficienza
Supponiamo che valga la seconda condizione. Siano C chiuso in X e x non appartenente a C. Il complementare di C, l'aperto A, è intorno del punto x, dunque per ipotesi esiste un intorno aperto U di x la cui chiusura è contenuta in A. Il complementare di cl(U), V, è così un aperto che contiene il complementare di A, cioè proprio C, mentre U stesso è un intorno aperto di x disgiunto da V. Dunque X è regolare.